# CADAFE
AES Cadafe S.A es una empresa de energía venezolana encargada de la generación, producción y distribución del servicio eléctrico. Es una de las filiales de Venezuela AES. Principalmente se llama; Compañía Anónima de Administración y Fomento Eléctrico. Las operaciones de AES Cadafe se concentran en la zona occidental, central, oriental y sur de ese país. Para 2005 contaba con 2.534.333 clientes siendo la empresa eléctrica con mayor número de usuarios de Venezuela.
La empresa fue fundada en 1958 con el fin de fusionar todas las empresas estatales prestatarias del servicio eléctrico. En 1968 CADAFE y la Electricidad de Caracas (EDC) firman un acuerdo de interconexión eléctrica creando para ello la Oficina de Operación del Sistema Interconectado (OPSIS) con el fin de organizar la venta de energía eléctrica de CADAFE a la EDC, luego se sumarían al acuerdo EDELCA y ENELVEN.
CADAFE nunca fue de AES... AES compró al principio del 2000's a la Electricidad de Caracas porque era una empresa nacional privada. Cadafé siempre fue del estado venezolano (nunca fue filial AES) y dejó de existir hasta que se estarizaron todas las empresas eléctricas y se creó CORPOELEC

## Descentralización
En 1990 CADAFE inicia el proceso de descentralización de la compañía, creando para ello cinco filiales, el 26 de octubre de ese año inicia operaciones la Compañía Anónima de Electricidad de los Andes (CADELA), concentrada en Barinas, Mérida, Táchira y Trujillo. Luego a partir de 1991 surgen Electricidad del Centro (EleCentro) el 22 de febrero, para Amazonas, Apure, Aragua, Guárico y Miranda (sólo para Barlovento y los Valles del Tuy); el 8 de marzo es creada la Electricidad de Oriente (EleOriente), encargada de los estados Anzoátegui, Bolívar, Sucre, Monagas y Nueva Esparta y el 3 de mayo es establecida la Electricidad de Occidente (EleOccidente), en Carabobo, Cojedes, Falcón, Yaracuy y Portuguesa; así como Desarrollo del Uribante Caparo (DESURCA) cuyo fin era culminar las obras del complejo hidroeléctrico del mismo nombre. 
En 1997 EleOriente privatizó su participación en Nueva Esparta y se creó la empresa privada Sistema Eléctrico del Estado Nueva Esparta (Seneca). Por último se crearía en 1998 el Sistema Eléctrico de los estados Monagas y Delta Amacuro (SEMDA) que pertenecía en un principio a EleOriente y cuyo objetivo era privatizar la empresa, pero no se efectuó la operación.

## Reorganización
En 2005 se decidió que todas estas filiales debían fusionarse dentro de la misma CADAFE y se crearon nueve regiones con el fin de administrar de otra forma el servicio que presta la empresa. En 2007 CADAFE se convirtió en una filial de la Corporación Eléctrica Nacional, empresa estatal creada ese año con el fin de agrupar todas las empresas eléctricas del país.

## Eslóganes
- Años 70: La empresa de energía eléctrica del Estado venezolano
- Años 80: Luz para un pueblo que trabaja
- Años 90: Llega donde Venezuela llega
- 2000-2007: Energía para Venezuela